# Apollonia Sablatnig
Apollonia (Lona) Sablatnig (* 12. März 1900 in Ruden/Kärnten; † 28. Dezember 1980 in Klagenfurt) war Erwachsenenbildnerin und Leiterin der Arbeiterkammerbibliothek (AK) in Klagenfurt.

## Herkunft
Lona Sablatnig stammte aus einer Arbeiterfamilie. Sie kam bereits im jugendlichen Alter von 16 Jahren zur Sozialdemokratie. Ihr Vater, Valentin Sablatnig, war Maschinist und Betriebsratsobmann der Klagenfurter Schleppe Brauerei. Er wurde als Kammerrat 1922 Mitglied der ersten AK-Vollversammlung.

## Leben
Lona Sablatnig besuchte in Klagenfurt die Volksschule, die Bürgerschule und die Handelsschule, wobei sich ihre besondere Sprachbegabung herausstellte. Sie lernte leicht und beherrschte schließlich neben ihrer deutschen Muttersprache auch Englisch, Französisch und Italienisch. Ab 1922 war sie Bedienstete der Kammer für Arbeiter und Angestellte in Klagenfurt und ab 1929 Mitarbeiterin von DDr. Bruno Pittermann, der die Bildungsabteilung der Kammer leitete, die Bibliothek reformierte und diese zu einer hoch effizienten Erwachsenenbildungs-Einrichtung ausbaute. 1934 wurde Lona Sablatnig aus dem AK-Dienst entlassen und in den Ruhestand versetzt. Mit 9. November 1935 wurde sie wegen ihrer Betätigung für die SDAP „rechtskräftig“ abgestraft. In der Folge ihres widerständigen Verhaltens gegen die faschistische Diktatur erlitt sie den Verlust aller aus ihrem Ruhestandsverhältnis zur Arbeiterkammer entstandenen Rechte und Ansprüche. 

## Werk
1946, in der ersten Etappe der Wiedererrichtung der Arbeitnehmer-Vertretungen im Bundesland Kärnten, wurde Sablatnig Leiterin der restituierten AK-Bibliothek. Sie verfasste das erste Bücherverzeichnis nach dem Zweiten Weltkrieg; ein umfassendes Werk, das aufgrund der fehlenden Ressourcen mühsam und über mehrere Jahre hergestellt werden musste. Sie hielt Kontakt zu den Repräsentanten der öffentlichen Ordnung und betrieb die Wiederherstellung so erfolgreich, dass diese bis heute als dominante Bibliothekseinrichtung in der Landeshauptstadt Klagenfurt fortbesteht. Während der Besatzungszeit unternahm sie mehrere Reisen nach Großbritannien und in die USA; unterhielt Kontakte mit Benedikt Kautsky, Bruno Pittermann u. a. 1965 wurde sie pensioniert. 